# Jabalquinto
Jabalquinto es una localidad y municipio español de la provincia de Jaén, Andalucía. Se encuentra a 496 m de altitud y 38 km al norte de la capital provincial. Pertenece a la comarca de Sierra Morena. Cuenta con una población de 1961 habitantes (INE 2024) y una superficie de 73,24 km². Sus habitantes reciben el gentilicio de jabalquinteños, o el menos habitual de gevalcantíes.
Jabalquinto es una de las nueve localidades seseantes de la provincia de Jaén.

## Historia
A falta de investigaciones arqueológicas sistemáticas, el lugar ha dado muestras de haber sido ocupado en un momento de la Edad del Cobre o del Bronce. No está confirmado si llegó a ser un oppidum en época ibérica; de lo que no hay duda es que en esta época fue escenario de la segunda guerra púnica, cuando los ejércitos romano y cartaginés se movían en el eje Cástulo-Iliturgi, y que cuando se hizo la división provincial romana en época de Augusto éste fue el límite –al margen de que estuviera o no aquí el templo de Jano–. 
La fundación de la villa de Jabalquinto tiene fecha de origen, el siglo XIV, estrechamente vinculada a la creación del señorío de Día Sánchez de Biedma. Éste consiguió que Baeza le entregara en señorío la antigua aldea islámica de Estivel, que estaba despoblada, para recuperarla. Día Sánchez lo dio por testamento a su hijo Manuel de Benavides y Mendoza, quien ya en 1446 actuaba como I Señor de Jabalquinto, posteriormente Marqués de Jabalquinto desde 1617. Esta Casa quedó integrada en la de los Condes de Benavente y posteriormente en la de los Duques de Osuna. El señorío se consolidó en la segunda mitad del siglo XV por Juan de Benavides. 
En estas fechas se comenzó la construcción de un palacio, al parecer sobre los restos de una antigua torre o fortaleza, en torno a la que seguramente habría una aldea. Por el contrario, la repoblación de Estivel no tuvo éxito y fue despoblándose poco a poco: en 1578 estaba despoblada. Hoy quedan en pie restos de las fortificaciones levantadas por los almohades, una gran torre que al menos debió contar con cuatro habitaciones, varios aljibes y restos de un recinto que debió tener varias torres.

## Localización
| Noroeste: Bailén   | Norte: Linares y Bailén          | Noreste: Linares                 |
| Oeste: Espeluy     |                                  | Este: Torreblascopedro y Linares |
| Suroeste: Mengíbar | Sur: Torreblascopedro y Mengíbar | Sureste: Torreblascopedro        |

## Geografía humana

### Demografía
Cuenta con una población de 1961 habitantes (INE 2024).
| Gráfica de evolución demográfica de Jabalquinto entre 1842 y 2021                                                     |
| |
| Población de derecho según los censos de población del INE. Población de hecho según los censos de población del INE. |

## Patrimonio

### Casa de los Marqueses de Jabalquinto
La fachada es un lienzo de dos pisos con vanos rectangulares con rejas en el que se abren dos portadas; la principal, a la derecha, con puertas de medio punto (indudablemente posterior) jalonada por finas pilastras de fuste rehundido sobre pedestal, se remata por entablamento con resaltos en los extremos en parte mutilado por abrirse en él un balcón en 1856; completan la fachada dos grandes escudos, en el eje de las pilastras que lucen los típicos cueros recortados del siglo XVI. La otra portada, más simple aún, consiste en un arco adintelado de largas dovelas -también típicas del siglo XVI- enmarcadas por pilastras del tipo anterior y cornisa.

### Iglesia Parroquial de la Encarnación
Al exterior la estructura es muy sencilla; un volumen rectangular de buena sillería cubierto a dos aguas y con una espadaña, en el que se abre la portada del templo, y una caja apaisada, más baja y de peor factura, que se corresponde con el presbiterio y es un añadido posterior.
Esta disposición exterior se corresponde perfectamente con la distribución interna donde se observan dos espacios; el de la nave, rectangular, cubierto con bóveda de medio cañón y el del presbiterio, perpendicular a la nave y separada de esta por tres arcos de medio punto.
La portada, el elemento más interesante de la iglesia, es renacentista, realizada en 1577 -según reza en el frontón- y su traza bien pudiera ser de Vandelvira; consiste en un arco de medio punto sobre impostas con clave resaltada, flanqueado por columnas corintias de fuste estriado que apoyan en pedestal y rematada por entablamento con resaltos en los extremos para el primer cuerpo y un gran escudo con la imagen de la Virgen —muy similar a la del escudo de la catedral de Jaén del lado Sur— coronado por frontón triangular y pequeños pináculos en el eje de las columnas, para el segundo.

## Organización político-administrativa

### Elecciones municipales
| Elecciones municipales desde 1979                      |      |      |      |      |      |      |      |      |      |      |      |      |
|                                                        | 1979 | 1983 | 1987 | 1991 | 1995 | 1999 | 2003 | 2007 | 2011 | 2015 | 2019 | 2023 |
| UJD                                                    | -    | -    | -    | -    | -    | -    | -    | -    | 7    | 8    | 9    | 7    |
| PSOE                                                   | 4    | 6    | 4    | 5    | 5    | 7    | 6    | 6    | 4    | 3    | 2    | 1    |
| AP/PP                                                  | -    | 2    | 1    | 0    | 1    | 0    | 1    | 1    | 0    | 0    | 0    | 1    |
| PCE/IU                                                 | 4    | 3    | 4    | 6    | 5    | 4    | 4    | 4    | 0    | 0    | -    | -    |
| UCD/CDS                                                | 3    | -    | 1    | -    | -    | -    | -    | -    | -    | -    | -    | -    |
| PAP                                                    | -    | -    | -    | -    | 0    | -    | -    | -    | -    | -    | -    | -    |
| ALIJA                                                  | -    | -    | 0    | -    | -    | -    | -    | -    | -    | -    | -    | -    |
| En negrilla el partido más votado                      |      |      |      |      |      |      |      |      |      |      |      |      |
| Fuente: Datos de las elecciones municipales desde 1979 |      |      |      |      |      |      |      |      |      |      |      |      |

### Alcaldía
| Periodo   | Nombre                                                | Partido |
| --------- | ----------------------------------------------------- | ------- |
| 1979-1983 | Lorenzo Pérez Nágera                                  |         |
| 1983-1987 | Lorenzo Pérez Nágera                                  |         |
| 1987-1991 | Marcelo Cuevas Sánchez                                |         |
| 1991-1995 | Marcelo Cuevas Sánchez                                |         |
| 1995-1999 | José Manuel Martínez Sánchez                          |         |
| 1999-2003 | José Manuel Martínez Sánchez                          |         |
| 2003-2007 | José Manuel Martínez Sánchez                          |         |
| 2007-2011 | José Manuel Martínez Sánchez 2009: Pedro López Lérida | N.ADS.  |
| 2011-2015 | Pedro López Lérida                                    | UDJ     |
| 2015-2019 | Pedro López Lérida                                    | UDJ     |
| 2019-2023 | Pedro López Lérida                                    | UDJ     |
| 2023-act. | Pedro López Lérida                                    | UDJ     |

## Comunicaciones y transporte

### Carretera
El municipio es atravesado por carreteras con cierta importancia dentro de la provincia. 
| Tipo                      | Identificador | Denominación                                                   | Itinerario                                                |
| ------------------------- | ------------- | -------------------------------------------------------------- | --------------------------------------------------------- |
| Autopistas y autovías     | A-44          | Autovía de Sierra Nevada - Costa Tropical                      | Bailén A-4 - Jaén A-316 - Granada A-92 N-432 - Motril A-7 |
| Carreteras convencionales | N-323         | Carretera Bailén a puerto de Motril                            | Bailén N-IV - Jaén - Granada - N-340 - Puerto de Motril   |
| Carreteras convencionales | A-302         | Carretera de Linares a A-44                                    | Linares A-32 - cruce A-44                                 |
| Carreteras convencionales | JA-4101       | Carretera de A-302 a Jabalquinto                               | A-302 - Jabalquinto                                       |
| Carreteras convencionales | JV-3002       | Carretera de Jabalquinto a A-44 por la estación de Jabalquinto | Jabalquinto - Las Palomeras - N-323                       |

### Ferrocarril
El municipio cuenta con su propia estación ferroviaria, perteneciente a la línea Alcázar de San Juan-Cádiz, aunque esta carece de servicios de pasajeros en la actualidad. Dentro del término municipal existe otra estación, la de Mengíbar-Las Palomeras, que también se encuentra cerrada al público. Antiguamente existió otra estación situada en el término municipal, si bien ésta prestaba servicio a la localidad de Bailén.